# 中華民國外交史
中華民國外交史可以分為兩個階段，第一階段自1912年中華民國建國至1949年中華人民共和國成立，第二階段自中華民國政府遷往台灣地區至今，形成海峽兩岸分治格局。
中華民國建國后，继承了清朝的法理地位。但由于民初地方割据，难有一个统一的政府来积极发展外交关系，因此在这一时期，中華民國外交上鲜有建树。在袁世凯执政时期，产生了中印边界争议及善后大借款等影响中華民國重大的外交事件。1914年7月第一次世界大战爆发，中華民國最初中立，后1917年北洋政府发布冯国璋《大总统布告》，正式宣布对德、奥宣战。1918年德国投降，然而中华民国作为战胜国在巴黎和会上却不能保护国家利益——中国要求索回德国强占的山东半岛主权，但英、法、義却将德国的利益转送给日本，引发五四运动。中国代表拒签和约，以示抗议。
南京国民政府成立不久，日本制造济南惨案。直至签订《中日济案协定》之后，日军才退出济南。1928年6月，外交部长王正廷发动了一场以修订不平等条约为中心的“革命外交”，包括力争恢复关税自主权、取消治外法权、收回租界、收回租借地，以及收回铁路利权、内河航行权、沿海贸易权等。因收回中东路问题，中苏爆发中东路事件，最终恢复苏联之前在中东铁路的一切权益。1931年九一八事变爆发，日本入侵中国东北。1937年7月卢沟桥事变爆发，日本全面侵华。1941年12月9日，国民政府对德、義、日宣战，加入同盟国。1943年，中美英三国联合发布开罗宣言，要求“日本所窃取于中国之领土，例如东北四省、台湾、澎湖群岛等，归还中华民国。”二战结束后，中华民国作为战胜国，光复东北、接管台澎，实际同时统治台海两岸。中华民国参与创建了联合国并凭借其对日作战中做出的贡献，成为联合国安理会五个常任理事国之一。1945年签订《中苏友好同盟条约》，外蒙举行公民投票，结果赞成外蒙古独立。1946年1月5日，中华民国正式承认外蒙古独立，但后一度撤回，直至2002年才恢復承认。
中华民国历史上经历过几波“断交潮”，第一波是在1949年中华人民共和国成立后，苏联及东欧国家、英国、以色列、挪威、瑞典等承认中华人民共和国政府，与中华民国断交，中华民国邦交国数量在一年内从52国降至38国。并且自同年起再无任何共产主义国家与中华民国維持邦交。1952年起中华人民共和国因為參與朝鮮戰爭被國際孤立，中华民国拓展国际空间，1969年邦交国達70国（史上最多），期間在1964年與法國斷交。第二波是中华人民共和国取代中华民国在联合国的席位及美國承认中华人民共和国后，中华民国邦交国数量迅速减少，在1972年與日本、澳大利亞斷交，至1979年與美國斷交後，邦交國僅餘22國（但與韓國、南非等重要反共國家維持邦交）。
1989年1月开始，李登辉政府的外交政策轉採主動，一改兩蔣時期不外訪的政策，開拓台灣的國際空間，同時外訪突顯“中華民國”的主權國家地位。李登輝以總統身份出訪邦交國及非邦交國，包括新加坡、南非及美國。到1992年，達到30個邦交國。李登輝任內亦與韓國、南非等重要國家斷交。
陈水扁政府实行全民外交，任內与基里巴斯、瑙鲁、圣卢西亚三国成功建交或復交，並以總統身份出訪羅馬和教廷，出席教宗若望保祿二世的葬禮。但与北马其顿、瑙鲁、利比里亚、多米尼克、格林纳达、塞内加尔、乍得、哥斯达黎加、马拉维9国断交，邦交国降至23國。
马英九政府时期，2013年11月与冈比亚断交。總統马英九任內兩度訪問新加坡，並與中国大陆领导人、中共中央总书记习近平会面，是66年來首度兩岸領導人會面。
蔡英文政府時期，總統蔡英文于2016年12月初與美國總統當選人唐納·川普進行通話，是中華民國與美國斷交以來的首例。随后任內发生与圣多美普林西比、巴拿馬、多明尼加、布基納法索、薩爾瓦多、所羅門群島、吉里巴斯、尼加拉瓜、宏都拉斯、諾魯10國斷交，邦交國降至12國。

## 大陆时期（1912至1949）
中华民国建国初期内战不断，经常出现几个代表中华民国的政府；獲國際承認的北京北洋政府、廣州的護法軍政府/國民政府。直到东北易帜前，中国都没有一个统一的政府来积极发展外交关系。各个派系的军阀都依仗不同的国家来对自己的地区加以控制。

### 南京临时政府（1912年1月－1912年4月）
1911年10月武昌起义後，全國革命運動蠭起，各省纷纷宣布脱离清政府独立。1912年1月1日由黃興與孫文等人在南京成立中華民國臨時政府，第一任临时大总统是孙中山。南京临时政府存在4个多月，当时并未獲得國際上的承認。經協商，孙中山讓位給北京的袁世凱。

### 北京临时政府（1912年3月－1913年10月）
1912年2月12日，臨朝稱制的滿清隆裕太后詔授袁世凱在北京全權組建臨時政府，溥儀遜位，清朝正式終結。3月10日，北京臨時政府乃根據《中華民國臨時約法》成立，袁世凱為臨時大總統。在此期间，北洋政府与巴西等五个国家建立了外交关系。
1912年4月22日，袁世凯明确宣告蒙古、西藏、回疆各地方的一切政治俱属中国内政。英国公然表示不承认中国关于对西藏主权的宣示，以麦克马洪线製造了中国和英属印度的領土爭端，英方代表在西姆拉会议上企图用欺骗手段让中方在条约草案上“草签”，被袁世凯领导的北洋政府一口回绝，最终西姆拉会议没有产生中国政府作为缔约一方的任何协定，而“麦克马洪线”也至今未获中国承认。

### 北洋政府（1913年10月－1928年12月）
1913年10月6日，袁世凱獲國會選為首任中華民國大總統，当日即有大日本帝國等十三国与中华民国建交。自此，中华民国邦交国数持续增加。
1913年11月5日，袁世凱為換取沙俄的援助和对北洋政府的外交承認，與俄國簽訂《中俄蒙協約》。沙俄雖表面上承認外蒙古為「中國領土的一部分」，但北洋政府承認了《中俄蒙協約》的內容和外蒙古的「自治」，不在外蒙古設治、駐軍、移民等，實際承認了沙俄對外蒙古的控制權。
1914年5月29日，日本脅迫袁世凱簽訂「中日朝鮮南滿往來運貨減稅試行辦法」六款，東北商業遂被日人所壟斷。二次革命後，袁世凱恐日本援助孙中山，特派孫寶琦、李盛鐸二人赴日本疏通，日本借機提出東北五鐵路之建築權相要挾。1914年9月日本借口参加第一次世界大戰，對德國宣戰，出兵占领中国山东。1915年1月7日，北洋政府要求日軍撤退回國，或暫照德國租借辦法留駐青島。日本以歐美各國無暇顧及遠東，復窺袁世凱稱帝野心，於1月18日由日本駐華公使日置益面向袁世凱提出二十一條要求，日军占领青岛直到1922年。
1914年7月第一次世界大战爆发。三年后，北洋政府于1917年8月14日對德奧宣戰。1918年11月一战结束后，中国作为戰勝國在巴黎和會上却不能保护国家利益——中國要求索回德國強占的山東半島主權，但英、法、意却將德國的利益轉送給日本。中國代表只能拒绝在和約上簽字，以示抗议。

### 南京國民政府時期（1927年4月－1949年4月）
1928年美國承認中華民國國民政府，在國民政府北伐，名義上統一中國後，南京國民政府取代北京北洋政府成為代表中國的唯一合法政府。
到了抗日战争时期，中国因與美國、英國合作對抗法西斯軸心國，国际地位开始显著提高。开罗会议中，中国是三大国之一。對日抗戰後期，中華民國的國民政府廢除了自鴉片戰爭後所簽訂的大部分不平等條約，並陸續與世界各國簽訂平等新約。國民政府還積極與英國交涉，欲收回香港，但被當時的英國首相邱吉爾所拒绝。二战结束后，中华民国政府从日本取得台湾的主權，稱為台灣光復。
中華民國代表「中國」是1945年聯合國的創始會員國，並且為聯合國安理會的五個常任理事國之一。

#### 汪精衛國民政府（1940年－1945年）
汪精衛政權是中國抗日戰爭期間由汪精卫等投靠日本的中國國民黨黨員所建立的政權。1940年，該政權在大日本帝國陸軍支那派遣軍扶持下成立於南京，自稱是合法的「國民政府」，使用青天白日滿地紅旗作為旗幟。1943年1月9日汪精卫国民政府對英美盟軍宣戰。

## 台湾时期（1949年至今）
1949年12月中国国民党在内战中失利后，中華民國政府退守至台灣，但依然在国际上繼續代表着中国参与世界交流。此後22年間，國際上對於中國政府的代表權一直存有爭議。
1960年6月，美國總統艾森豪訪台。翌年5月，美國副總統詹森訪台。1966年5月，南韓總統朴正熙伉儷訪台。
1971年，伴随着中华民国的联合国席位被中华人民共和国取代、以及与美国、日本等国断交等一系列事件，中华民国的國際地位逐渐下降，并被中華人民共和國政府取代其中國代表权，这也对台湾问题及台灣獨立運動的形成也造成了影响。
1971年10月25日，聯合國大會通過第2758號決議，正式承認中華人民共和國政府是中國的唯一代表。之後各國則相繼與中華民國政府斷交，轉與中華人民共和國建交。日本、澳大利亞於1972年與中華民國斷交，與中華人民共和國建交，1978年美國正式與中華民國斷交，翌年元旦與中華人民共和國建交。
1984年以後，台灣對外關係與名義的使用上開始以「奧會模式」為中心，不再使用中華民國而是開始以中華台北名義參與大部份的國際組織，由於中華人民共和國政府極力阻撓中華民國政府在參與國際活動上國旗的使用，因此相當程度上，奧會所使用的梅花旗成為主要對外關係的旗幟，只是梅花中心的內容更換奧運會的五環標誌，而改用相關單位適合的標誌，而青天白日滿地紅旗也日漸退出國際舞台，梅花旗則逐漸成為代表台灣參與國際活動的新旗幟。
目前全世界有12個主權國家與中華民國建交，中華人民共和國政府將與中華民國斷交並承認其爲全中國唯一合法政府作爲與其建交的必要條件。1990年代以後，中華民國政府開始嘗試以聯合國能接受的名義，尋求重返聯合國及其他國際組織，但由於中華人民共和國的在国际上的影响力，至今猶未成功。
自從中華民國於1971年退出聯合國，世界各主要國家相繼和中華民國政府斷交，中華民國的國際空間銳減。同一時期，台灣在經濟發展上漸有成績，國家經濟實力在1980年代遠勝對岸的中華人民共和國，漸漸中華民國政府轉向以經濟援助一些小型發展中國家，在李登輝時代政府稱之為務實外交。民主進步黨在2000年執政後，中華民國的外交仍有很強的經濟援助導向，以突顯台灣的主權。之後，以金援為導向的外交政策便顯得捉襟見肘。台灣內部也有人開始批評並懷疑金援外交的必要性，甚至批評為凱子外交，亦即批評其浪費國家資源，包括去換取不能長久維持的關係。唯面臨中華人民共和國在國際空間上以絕對金援優勢干預中華民國外交的現實下，中華民國與正式邦交國之間的關係仍難脫經濟援助的色彩。

### 蔣經國时期
蔣經國時期以維持蔣中正的「三不政策」，但相比1970年代，斷交國的數目已大幅減少，有部分國家與中華民國復交。

#### 從中華民國到中華台北
1984年，中華民國首度使用中華台北名義參與美國洛杉磯奧運會，開啟「奧會模式」外交，從此台灣在國際上便開始以中華台北名義取代中華民國名義行使出席大部份國際外交活動。

#### 解嚴後的外交政策
1987年，中華民國政府宣佈解嚴，在對外關係上開始發展台灣主體性外交，除了繼續加強對東南亞國家與中美洲國家的外交關係外，也積極致力推展台商和華僑外交，包括台商的相關外交活動。期間中國大陸開始改革開放，對於也開始嘗試使用多元、不同的角度來思考台灣問題與港澳問題的異同，讓台灣與中國大陸的外交互動關係更詭譎多變。

### 李登輝時期
南向政策始於中華民國以經濟交流的方式，鼓勵台商到東南亞投資，避免過度傾向于中國大陸。
第一波南向投資在1993年，1994年中華民國政府通過《加強對東南亞地區經貿合作綱領》，先期包括泰國、馬來西亞、印尼、菲律賓、新加坡、越南、汶萊等七個國家，在經濟交流上得到不錯的效果。

### 陳水扁時期
榮邦專案是總統陳水扁在2005年9月25日出席中美洲元首高峰會議前後發表的國家投資計劃，期望投資各中美洲邦交國2億5千萬美元以穩定邦交關係。

### 馬英九時期
自2008年馬英九就任中華民國總統以來奉行“活路外交”政策，以參加聯合國所屬的功能組織、與各國維繫實質關係為優先考慮。2009年至2016年，以“中華臺北”的名義獲邀參加世界衛生組織在日內瓦舉行的世界衛生大會。
2011年，由於中華民國政府與臺灣人民對於東日本大地震的救災作出援助，因而與日本政府和民間關係有所增進。
2013年5月26日，持中華民國護照之國民可以免簽證前往之國家或地區共104個、可以落地簽證或電子簽證方式前往之國家或地區共29個。
2013年11月14日，甘比亞與中華民國斷交，直到2016年3月與中華人民共和國復交。
2015年，馬英九以中華民國總統身份兩度訪問新加坡，分別參與李光耀逝世的憑弔及兩岸領導人會面。

### 蔡英文時期
- 2016年12月2日，川蔡通話，蔡英文电话祝贺唐納·川普当选新任总统。12月21日，與聖多美普林西比斷交。
- 2017年外交危機期間，6月13日與巴拿馬斷交，这是繼2007年與哥斯达黎加斷交後，首度與中美洲友邦斷交。同时，受到兩岸關係改變的影響而產生多起駐非邦交國代表機構更名事件。
- 2018年外交危機期間，5月1日與多明尼加斷交，5月24日與布吉納法索斷交，8月21日與薩爾瓦多斷交。這是自1998年以來首度在一年中淨減少3個邦交國，外交壓力顯著增加。
- 2019年外交危機期間，9月16日與所羅門群島斷交，9月20日與吉里巴斯斷交。這是自1972年12月22日紐澳同時與中華民國斷交以來，失去友邦最迅速的一次，僅短短4天就失去兩個邦交國；也是1973年以來首度連續兩年在一個月內淨減少兩友邦。
- 2020年4月1日，蔡英文宣布台湾将捐赠口罩支援疫情严重国家的医疗人员，被称为“口罩外交”。期间，台湾对世卫组织多次提出批评[22]。世卫总干事谭德塞则对来自台湾的指责和侮辱表示强烈愤怒。台外交部除了否认“种族歧视”之外，并要求谭德塞公开道歉。[23]
- 2021年11月18日，驻立陶宛台湾代表处正式挂牌设立。12月9日，與尼加拉瓜斷交，中華民國在中美洲統合體內原本互有邦交的八國在近十餘年來一路降至三國，更由2018年與薩爾瓦多斷交後與中華人民共和國的四對四平手，在尼加拉瓜轉向後轉為劣勢。
- 2022年4月28日，唯一承認中華民國官方地位的地區性超國家組織中美洲統合體所屬立法機構中美洲議會由尼加拉瓜籍議長、亦為其總統的奧蒂嘉與該國議員發布聲明，宣稱與中華人民共和國的近年建交國巴拿馬、薩爾瓦多與多明尼加共同呼籲中美洲統合體轉向承認中華人民共和國為中國人民之合法代表；儘管其效力及合法性均受質疑，包括與中華人民共和國分別自2007年就建交至今的哥斯大黎加和在聲明中的巴拿馬籍議員均反對未經討論便發布聲明，亦不支持排除中華民國於該組織的官方觀察員地位，但仍顯示中美洲在外交承認逐步向中華人民共和國靠攏，使中華民國於中美洲統合體內的地位出現動搖，2023年8月被迫退出中美洲議會。
- 2023年3月26日，與宏都拉斯斷交，原本均為邦交國的中美洲北三角，在宏國轉向後，僅剩瓜地馬拉與貝里斯成為於中美洲的唯二友邦。
- 2024年1月15日，與諾魯斷交。
- 2024年5月13日，持中華民國護照之國民可以免簽證前往之國家或地區共107個、可以落地簽證方式前往之國家或地區共32個、可以電子簽證方式前往之國家或地區共36個。[24]